# Natranaerovirga pectinivora
Natranaerovirga pectinivora es una especie de bacteria grampositiva del género Natranaerovirga. Fue descrita en el año 2012, es la especie tipo. Su etimología hace referencia a devorar pectina. Es anaerobia estricta y formadora de esporas. Tiene un tamaño de 0,35-0,40 μm de ancho por 2-20 μm de largo. Mesófila, con temperaturas máximas de crecimiento de 41-43 °C. Catalasa negativa. Se ha aislado de suelos de soda. 